# Dorien Rose
Dorien Rose Duinker (Haarlem, 14 november 1983) is een Nederlands model, actrice en filmmaker. Naast haar acteercarrière werkt ze in het buitenland als lookalike van Angelina Jolie.

## Biografie

### Loopbaan
Dorien Rose Duinker groeide op in Hong Kong, waar ze op haar vierde in theater terechtkwam. Later, in haar internationale modellencarrière, stond ze op de cover van meer dan zestig tijdschriften en figureerde in reclamefilms.
In 2005 werd ze door de lezers van Playboy uitgeroepen tot eerste Nederlandse Playmate van het jaar 2004. Ze poseerde als covermodel voor bladen als Glamour, Elle, Cosmogirl, Elegance, Playboy en Marie Claire. Ook was ze wereldwijd te zien op billboards voor SAPPH lingerie en REVLON, waar ze jarenlang het gezicht van was.
Als actrice speelde ze rollen in filmproducties als Moordwijven (2007), Amsterdam Heavy (2011) en Dans met de Duivel (2015) en in series als Voetbalvrouwen, Shouf Shouf! en Gooische Vrouwen. Ook was ze medepresentator bij TMF en MTV.
Ze werkte mee aan videoclips van onder meer Lange Frans, DI-RECT en Fedde le Grand, en leaders van programma's als Dennis vs. Valerio (BNN) en Gordon over de vloer (RTL 4).
In 2009 werd ze sidekick bij Giel Beelen in het programma Nachtegiel, later dat jaar werd ze uitgeroepen tot Nederlands succesvolste Playmate ooit, doordat ze naast dat ze in Nederland succes boekte als Playmate ook in meer dan 15 andere landen het mannenblad sierde. In Brazilië kwam ze op de eerste plek terecht van de Braziliaanse Playboy Top 100-lijst. Ook had ze een nummer 1-hit in de top 100 met de single POWNED onder de naam P3. Dit nummer werd gerealiseerd met en voor GeenStijl.
In 2014 was ze een van de 24 kandidaten die meededen aan het 3e seizoen van de Nederlandse uitvoering van het tv-spelprogramma Fort Boyard.
In 2015 was Duinker te zien in het RTL 5-programma Shopping Queens VIPS; ze eindigde op de laatste plek.
In 2018 was Duinker te zien in de rol van verleidster in het televisieprogramma Temptation Island VIPS van Videoland. Datzelfde jaar had ze een gastrol als model in de bioscoopfilm First Kiss.
Vanaf 2020 zet Duinker zich in als influencer. In die hoedanigheid uitte zij kritiek op het beleid omtrent de bestrijding van de Covid-pandemie. Zo was zij een van deelnemers aan de actie #ikdoenietmeermee, die vorm kreeg door een appgroep met bekende Nederlanders die relaties heeft met de stichting Viruswaarheid. Tijdens de pandemie richtte ze ook een "kerkgenootschap" op met onder meer Jan Engel, broer van Willem Engel, de Church Of Own Body And Soul. De NRC berichtte dat dit soort genootschappen opgericht werden om onder diverse coronamaatregelen uit te komen, zoals de mondkapjesplicht."

### Privéleven
Duinker trouwde in 2018 met een Marokkaanse vrouw in Las Vegas en scheidde zes maanden later. Sinds 2020 heeft zij een relatie met Viruswaarheid voorman Willem Engel.

## Filmografie

### Film
- 2007: Moordwijven, als Laura
- 2010: Das Leben ist zu lang, als Angelina Jolie
- 2011: Amsterdam Heavy, als Zoe
- 2011: Klik, als sexy vrouw
- 2015: Dans met de Duivel, als Van der Zwan
- 2015: Lockbuster, als backpacker
- 2015: Fashion Chicks, als Fashion Week model Kim
- 2017: Cible, als vrouw van de baas
- 2017: Cat & Mouse, als Jerry
- 2018: First Kiss, als model van Couleur de Paris
- 2019: Hot Like Hell, als Kelly
- 2019: F*ck de liefde, als vrouw op bar
- 2020: Onze Jongens in Miami, als Anna
- 2020: Kamer 24, als Denise
- 2020: Canaan Land, als Angelina
- 2020: Purgatorium, als Christine Jacobs
- 2021: The Norah Zone, als Norah
- 2021: Hello Au Revoir, als Stacey Cameron
- 2022: Marokkaanse bruiloft, als moeder in kliniek
- 2022: Cadillac Respect, als Alexius Allante
- 2023: Buckle Up, als AJ
- 2023: Out of Vengeance, als Vanessa Smith

### Televisie
- 2008: Voetbalvrouwen, als huishoudster
- 2009: Shouf Shouf!, als sexy meisje
- 2009: Gooische Vrouwen, als sollicitante
- 2012: Red Light Comedy: Live from Amsterdam, als Anna
- 2014: Stella en de tocht naar huis, als Misera
- 2017: The Faction of Farce, als technologie gebruiker
- 2018: De Spa, als Kimberly
- 2020: The Squatters, als Dory
- 2022: Tropenjaren, als medewerkster plastische chirugie